# Fedőneve: Sólyom
A Fedőneve: Sólyom (eredeti cím: Falcon Rising) 2014-es amerikai akció-kalandfilm, melyet Ernie Barbarash rendezett és a főszereplők Michael Jai White, Neal McDonough, Laila Ali és Masashi Odate.
Az Amerikai Egyesült Államokban 2014. szeptember 5-én mutatták be, Magyarországon a TV-ben vetítették le 2019. február 1-én.
Általánosságban pozitív véleményeket kapott a kritikusoktól. A Metacritic oldalán a film értékelése 49% a 100-ból, ami 4 véleményen alapul. A Rotten Tomatoeson a Fedőneve: Sólyom 43%-os minősítést kapott, 7 értékelés alapján.

## Cselekmény
A múltját alkoholba fojtó Egyesült Államokbeli tengerészgyalogos veterán, John „Sólyom” Chapman (Michael Jai White) poszttraumás stresszbetegségben szenved. Miután az öngyilkosságának megkísérlésére Orosz rulettet játszik a saját pisztolyával, belép egy kisboltba, amit ki akar rabolni két férfi. Az egyiktől kéri, hogy lője le őt, de a támadó tétovázni kezd, ekkor a türelmetlen Chapman lefegyverzi mindkettejüket és a kirabolt pénzt visszaadja a boltvezetőnek. Nem sokkal később, meglátogatja a nővére Cindy, aki rövidesen visszatér New Yorkba egy esküvői szertartásra, valamint leszidja bátyját, mert nem szedi a gyógyszereit, majd elmagyarázza neki, hogy visszafog menni Brazíliába, ahol nonprofit jótékonysági munkát fog végezni. Hamarosan Chapman kap egy üzenetet a szintén veterán diplomatától, Manny Ridley-től, hogy a húgát súlyosan megverték. Chapman azonnal indul Brazíliába.
Chapman találkozik Thiago Santo-val és partnerével, Carlo Bororo-val, akik a húga megtámadásának esete után nyomoznak. Bár nincsenek tanúk, Santo ennek ellenére igazságot ígér. Santo és Ridley figyelmezteti Chapman-t, hogy kerülje el a gengszterek által vezetett favelákat, de Chapman ragaszkodik a saját nyomozásának elvégzéséhez. Egy helyi rendőrnő, Katarina Da Silva megmutatja Chapman-nek, hogy hol találták meg a húgát. Amikor meglátogatja a kómában lévő húgát a kórházban, egy ázsiai nővér kezeli gyógyszerrel, melytől kis idő múlva roham kapja el. Chapman segítséget kér. A kórházban azt mondják, hogy az intézményben nem dolgozik ázsiai alkalmazott, így Ridley szerint a Yakuza is részt vesz a játékban, mivel Brazília jelentős Japán bevándorló népességgel rendelkezik.
Chapman visszamegy a favelához és több emberrel veszi fel a harcot, amikor az egyikőjükön meglátja Cindy nyakláncát. Da Silva megérkezik a helyszínhez és elmagyarázza, hogy a nyakláncos férfi Cindy barátja. Da Silva lefordítja a brazil nyelven beszélő férfi mondandóját amiből kiderül, hogy a nyakláncot Cindy adta neki, mielőtt az ő kishúga eltűnt volna. A brazil férfi odaadja Chapman-nek Cindy szakadt naplóját, ő pedig bocsánatot kér tőle. Egy karbonpapírt hozzádörzsölve a naplóhoz, Chapman megszerez egy telefonszámot és kapcsolatba lép Cindy másik barátjával, egy fotóssal, aki elmagyarázza; korrupciót és egy lehetséges emberkereskedelemmel kapcsolatos összeesküvést vizsgál. Ahogy a fotós nem hajlandó további részleges információt adni, Chapman titokban kilop egy zsebéből egy pendrive-ot. Másodpercekkel később a fotós meghal, a saját autójában felrobbanva.
Miután yakuza gengszterekkel fegyveres harcban vesz részt, Chapman utána yakuzákkal teli éjszakai klubot vizsgál át. Ott megver egy brazil csempészt, aki a yakuza főnöknek, Hirimoto-nak dolgozik. Ridley hamisítványként azonosítja a hivatalos dokumentumokat, és mindketten rájönnek, hogy a yakuza elrabolta a fiatal lányokat a favelából, és prostitúcióra kényszeríti őket. Ugyanakkor Santo megszervezi a favela erőszakos támadását, sok brazil drogkereskedőt megölve. Hamarosan az egyik tiszt egy yakuza elrablására botlik, Santo megöli a tisztet és kétszeresen fizeti meg a yakuzát. Chapman megvizsgálja a yakuza bordélyházát, ahol felismerik őt, és többen megtámadják. Santo-t felhívják, hogy ölje meg, de amikor Da Silva is megérkezik, Santo nem tud semmit tenni.
Chapman átadja Santo-nak a csempészet és az emberkereskedelem bizonyítékát, de gyanakvóvá válik, amikor Santo véletlenül felfedi a művelet ismereteit. Egy megérzést követően, Chapman elküldi Da Silvát a kórházba, hogy vigyázzon a húgára, majd amikor megérkezik, megöli a magát korábban nővérnek álcázott yakuza bérgyilkost. Chapman Santo, Bororo és Hirimoto nyomába ered. Ridley kérését figyelmen kívül hagyva, Chapman több yakuzát öl meg és egyszerre szembesül a három férfival. Először Santo-val, majd Bororo-val, végül Hirimoto-val. Megöli mindannyiukat, majd a haldokló Santo tagadja, hogy köze lett volna Cindy halálos támadásához, ekkor átadja Chapman-nek a rendőrségen lévő szekrénye kulcsát, amely tele van bizonyítékokkal, ezt követően kér egy fegyvert öngyilkossága elkövetésére; Chapman ennyivel megtiszteli. Később a kávézóban, Ridley ügynöki munkát ajánl Chapman-nek, amit szívesen elfogad.

## Szereplők
| Szereplő              | Színész           | Magyar hang     |
| --------------------- | ----------------- | --------------- |
| John „Sólyom” Chapman | Michael Jai White | Sarádi Zsolt    |
| Manny Ridley          | Neal McDonough    | Czvetkó Sándor  |
| Cindy Chapman         | Laila Ali         | ?               |
| Thiago Santo          | Jimmy Navarro     | ?               |
| Katarina Da' Silva    | Millie Ruperto    | ?               |
| Carlo Bororo          | Lateef Crowder    | ?               |
| Hirimoto              | Masashi Odate     | Dányi Krisztián |
| Tomoe                 | Hazuki Kato       | ?               |